# Christian Rakovski
Christian Gueorguievitch Rakovski (né Khristo Gheorghev Stantchev, 13 août 1873, Kotel, Bulgarie – 11 septembre 1941, Orel, URSS) est un médecin, homme d'État, citoyen roumain d'origine bulgare, socialiste révolutionnaire devenu ensuite homme politique et diplomate soviétique. Militant connu de la Deuxième Internationale avant la Première Guerre mondiale, principale figure du mouvement socialiste roumain, ce médecin polyglotte, journaliste et militant traversa de nombreux pays d'Europe et fut expulsé de plusieurs d'entre eux pour ses activités politiques. Ami de Léon Trotski durant toute sa vie, il participa à  la conférence de Zimmerwald. 
Emprisonné par les autorités roumaines, il s’enfuit vers la Russie, où il rejoignit le parti bolchévique après la révolution d'Octobre. Par la suite, il fut l'un des membres fondateurs de l'Internationale communiste, il devint chef du gouvernement de la République socialiste soviétique ukrainienne. Il prit part à la conférence de Gênes en 1922. Il fut ambassadeur soviétique à Londres et à Paris. 
Il s’opposa à Joseph Staline et rallia l’Opposition de gauche. Se soumettant à l’autorité de Staline en 1934, il fut brièvement réintégré. Rakovski fut néanmoins impliqué dans le procès des vingt et un (une partie des procès de Moscou), emprisonné et exécuté par le NKVD pendant la Seconde Guerre mondiale.

## Un jeune socialiste européen
En 1878, à la suite de l'indépendance de la Bulgarie, les Stanchev et les Bogoridi, riches familles de propriétaires fonciers partisans de l'ordre établi sous l'Empire ottoman, sont devenus personae non gratae dans leur fief de Kotel. Ils s'exilèrent en Roumanie et Christian Rakovski devint roumain à l'âge de 5 ans. Néanmoins, il a poursuivi ses études en Bulgarie, à Varna, puis à Gabrovo, où il découvrit le marxisme au lycée. À 16 ans, en 1889, il fut exclu à vie des lycées du pays pour son militantisme politique, et passa son baccalauréat en candidat libre. À dix-sept ans, ce brillant jeune homme, charmeur et polyglotte, alla étudier la médecine à Genève, où il ne tarda pas à rencontrer de nombreux exilés politiques socialistes, à commencer par le russe Gueorgui Plekhanov et la jeune Rosa Luxemburg. En quelques années, étudiant en Suisse, en Allemagne puis en France, il se fit connaître et apprécier de l'ensemble du mouvement socialiste européen. Influent parmi les petites communautés d'étudiants bulgares exilés, il fut dès 1893 délégué au congrès de la Deuxième Internationale à Zurich, où il eut l'occasion de rencontrer le vieil Engels. L'année suivante, il devint correspondant du Vorwärts, le principal quotidien social-démocrate allemand et entretint une relation amicale avec Wilhelm Liebknecht. Expulsé de Prusse comme « anarchiste », Christian Rakovski termina ses études de médecine en France. C'est là qu'il soutint sa thèse en 1897.
En Suisse, Rakovski s'était lié avec une étudiante socialiste russe, Elisaveta Pavlovna Ryabova. C'est par elle qu'il s'intéressa d'abord à la Russie. Ils se marièrent en 1898. La même année, il fut incorporé comme lieutenant médecin dans l'armée roumaine. Après son service militaire, Christian Rakovski tenta de s'établir à Saint-Pétersbourg. Rapidement expulsé pour ses activités politiques, il ne put revenir qu'au prix d'un important pot-de-vin. Mais, en 1901, sa femme mourut en couches avec son nouveau-né.
Séjournant en France entre 1902 et 1904, Christian Rakovski se fit connaître et apprécier dans le mouvement socialiste français. Il devint correspondant pour les Balkans de L'Humanité, le quotidien nouvellement fondé par Jean Jaurès. Il tenta vainement d'obtenir la nationalité française.

## À la tête du mouvement socialiste roumain
De retour en Roumanie, Christian Rakovski s'impliqua totalement dans le soutien aux mouvements de grève qui secouèrent le pays à partir de 1905. Influencés par les événements qui se déroulaient au même moment en Russie, des milliers d'ouvriers de la jeune industrie roumaine exigèrent des augmentations de salaire et une amélioration de leurs conditions de travail, malgré les violences policières et l'envoi de la troupe contre eux. Rakovski contribua au développement des syndicats roumains, notamment en organisant un congrès ouvrier.
En mars 1905, il lança un hebdomadaire socialiste, România muncitoare (La Roumanie ouvrière), dont l'activité fut le noyau autour duquel se regroupa le futur Parti social-démocrate de Roumanie, fondé en 1910.
Pendant l'été 1905, les marins mutinés du cuirassé Potemkine, en partie d'origine moldave se réfugièrent à Constanţa, en Roumanie. Rakovksky dépensa beaucoup d'énergie pour prendre leur défense, exiger du gouvernement roumain qu'il leur accorde l'asile politique et faire connaître leur histoire au monde entier. Le gouvernement accorda l'asile, mais rendit au tsar son cuirassé. Rakovksky fournit personnellement de l'aide et du travail à certains d'entre eux.
Début 1907, une importante révolte paysanne, impliquant des milliers de villages et plus de quarante mille insurgés, éclata en Roumanie en raison de mauvaises récoltes et du système des grandes propriétés : les aristocrates, résidant dans la capitale ou à l'étranger, sous-louaient leurs immenses domaines à des exploitants (souvent grecs, juifs ou arméniens, d'où le qualificatif non-sourcé de pogrom parfois donné à cette révolte) qui pressuraient les paysans jusqu'au bord de la famine, vendant les grains à des firmes agro-alimentaires internationales (notamment allemandes et britanniques). Les insurgés désespérés prirent d'assaut les manoirs des propriétaires, les offices des sous-loueurs, des mairies, des préfectures, des entrepôts ferroviaires. Le gouvernement libéral du roi Carol mena une répression féroce contre les paysans révoltés, qui fit 11 000 morts parmi les insurgés. Le journal de Rakovski prit courageusement position en faveur des insurgés, invitant les soldats à ne pas tirer sur les paysans et même à les rejoindre avec armes et bagages.
Craignant son activité révolutionnaire, le gouvernement roumain prit prétexte de l'origine bulgare de Rakovski pour le déchoir, en toute illégalité, de la nationalité roumaine fin 1907, au moment où il se trouvait à Stuttgart pour un congrès de l'Internationale. Des protestations s'élevèrent contre cette décision dans la presse socialiste européenne. Christian Rakovski n'était pas particulièrement attaché à sa nationalité roumaine, mais il tenait à mener le combat politique pour sa réintégration. En 1909, il tenta de rentrer clandestinement en Roumanie et fut refoulé. Une manifestation ouvrière en sa faveur eut lieu, qui fut brutalement réprimée. Finalement, en 1912, au terme d'une longue bataille juridique, Christian Rakovski recouvra sa nationalité, juste à temps pour dénoncer les guerres balkaniques de 1912-1913.

## Président du conseil des commissaires du peuple d'Ukraine
En internationaliste convaincu, Christian Rakovski fut durement éprouvé par l'attitude des sociaux-démocrates européens lorsqu'éclata la Première Guerre mondiale en 1914. Il exposa son point de vue dans une brochure publiée en français sous le titre « Les socialistes et la guerre ». Il s'agissait de la réponse à une lettre que lui avait adressé Charles Dumas, chef de cabinet de Jules Guesde, socialiste renommé pour son intransigeance mais qui était pourtant entré dans un gouvernement d'Union sacrée. Militant pour que la Roumanie reste en dehors du conflit, Christian Rakovski noua des contacts avec les socialistes hostiles à la guerre, notamment avec Léon Trotski, dont il finançait le journal Nache Slovo. En 1915, il participa à la conférence de Zimmerwald. En 1916, lorsque le gouvernement roumain décida de rejoindre l'Entente, Rakovski fut interné et mis au secret. Il fut libéré de sa prison de Iași le 1er mai 1917 par le soviet des soldats russes qui cantonnaient dans la ville, contre la volonté du gouvernement russe qui présenta ses excuses au gouvernement roumain pour cette initiative. Cela n'empêcha pas Rakovski de se rendre à Odessa, où il reprit ses activités politiques.
Partisan convaincu de la révolution mondiale, Rakovski se rallia à la révolution d'Octobre et rejoignit le parti bolchevik fin 1917. Il fut accueilli avec enthousiasme par Lénine et Trotski. À cette époque, c'était un socialiste de premier ordre, internationalement connu, dont la fortune, l'éducation et l'élégance n'entamaient en rien la crédibilité : ses actions parlaient pour lui. Début 1918, il dirigea une offensive militaire victorieuse contre la Roumanie qui, attaquée aussi de l'ouest par les Empires centraux, dut demander l'armistice. Rakovski espérait ainsi faire la jonction entre la révolution russe et les Balkans, mais le traité de Brest-Litovsk entre les Allemands et les Bolcheviks mit provisoirement fin aux espoirs d'exporter la Révolution. Les Bolcheviks durent céder aux Allemands la Pologne, les pays baltes, la Biélorussie et l'Ukraine que, de toute façon, ils ne parvenaient pas à contrôler. Mais l'armistice du 11 novembre 1918 et le retrait des Allemands leur ouvrit à nouveau le front. 
Début 1919, Rakovski fut nommé président du Conseil des commissaires du peuple d'Ukraine. Restait pour le gouvernement soviétique d'Ukraine à contrôler effectivement le pays, où combattaient en ordre dispersé les indépendantistes de la Rada nationaliste, les anarchistes de Makhno et les « Russes blancs » partisans de la restauration du tsar, soutenus par les armées de l'Entente. Rakovski s'y efforça non seulement de contrôler l'Ukraine, mais de faire la jonction avec la Hongrie soviétique de Bela Kun, par delà les Carpates, en affrontant les Polonais et les Roumains. Ce fut un échec, la politique de réquisition des produits agricoles lui ayant aliéné le gros de la paysannerie. Avec l'accord de Lénine, Rakovski élabora en 1920 une politique plus respectueuse des aspirations paysannes et nationales ukrainiennes. Le régime soviétique put cette fois s'implanter dans le pays, non sans de durs combats menés par Mikhaïl Frounzé contre les armées blanches, nationalistes et makhnovistes.

## Diplomate soviétique
En 1922, Rakovski obtint un beau succès diplomatique en négociant avec l'Allemagne le traité de Rapallo, qui permit à l'Union soviétique de sortir de son isolement. C'est pour ses talents qu'il fut nommé premier ambassadeur soviétique au Royaume-Uni, en 1923 (accrédité en 1924). Il obtint du cabinet travailliste de Ramsay MacDonald la reconnaissance de jure de l'URSS par la Grande-Bretagne. Il devint ambassadeur à Paris en octobre 1925. En France, la question du remboursement des emprunts russes occupa une bonne partie de son temps. Rakovski considérait que le gouvernement révolutionnaire n'était pas responsable des dettes du tsar et que s'il fallait parler des dettes de l'URSS envers la France, il faudrait aussi parler des réparations des dommages de guerre causés par l'intervention française contre la Russie soviétique pendant la guerre civile. Il était néanmoins prêt à certaines concessions pour les petits porteurs. En 1927, le gouvernement français le déclara persona non grata et obtint son rappel en URSS. Aussi bien à Londres qu'à Paris, en tant que bolchevik, Christian Rakovski avait été accueilli par un concert d'injures de la part de la presse conservatrice. Mais dans les deux capitales européennes, il avait su gagner l'estime de nombreuses personnalités en raison de son éducation aristocratique, de son caractère aimable, de sa grande culture et de sa force de persuasion (il était perçu comme un modéré parmi les bolcheviks).

## L'opposition à la bureaucratie stalinienne

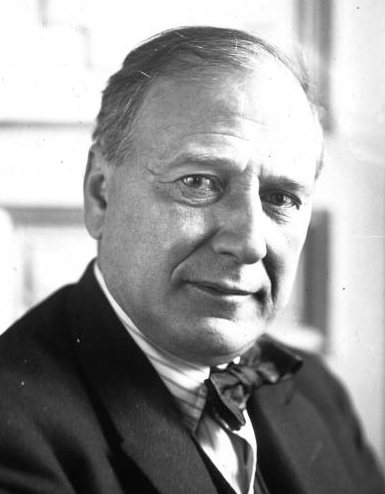
Christian Rakovski en 1924.

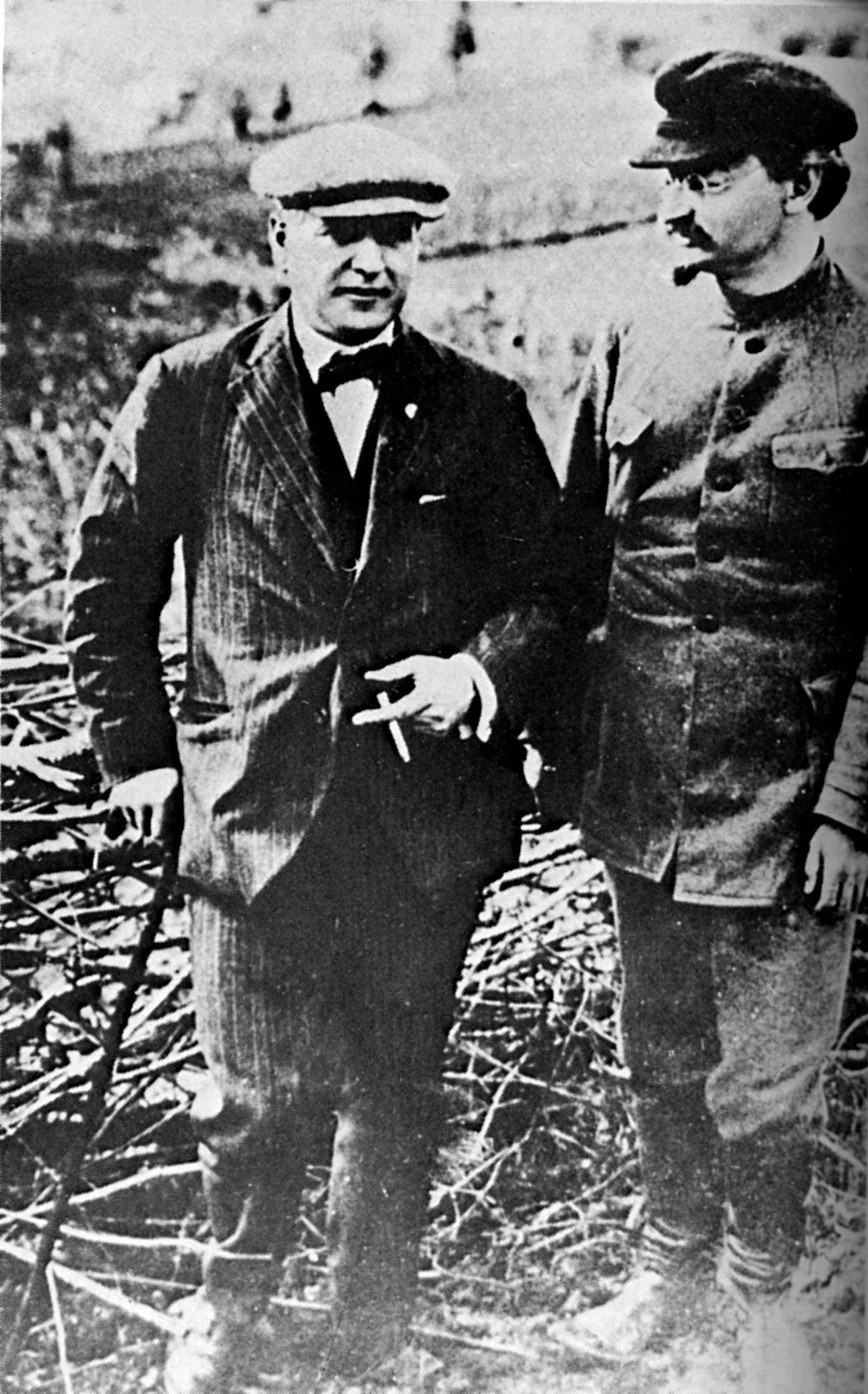
Christian Rakovski et Léon Trotski.

C'est à propos des nationalités que Christian Rakovski entra pour la première fois en conflit avec Staline, en 1922, au moment de la discussion sur le statut de l'URSS. Rakovski s'était convaincu en Ukraine de la nécessité de tenir compte des aspirations nationales des peuples d'Union soviétique, mais sur le plan culturel plutôt que territorial car il était impossible de tracer des frontières regroupant strictement une seule ethnie, tant elles étaient imbriquées. Staline, en revanche, était partisan du fédéralisme territorial. Rakovski participa au combat de l'Opposition de gauche contre la dérive bureaucratique et du chauvinisme grand-russe d'une partie de l'appareil d'État bolchévique. Beaucoup de communistes ukrainiens et géorgiens partageaient son point de vue ainsi que Lénine lui-même, avant d'être définitivement écarté de la vie politique par sa maladie. 
Il leur semblait indispensable d'instaurer une pratique démocratique à l'intérieur du parti communiste, pour empêcher que se forme définitivement une caste de fonctionnaires irresponsables qui ferait passer leurs intérêts propres avant ceux du prolétariat et ceux du socialisme. Revenu en URSS en octobre 1927, Christian Rakovski fut le dernier porte-parole de l'opposition de gauche au comité central, mais fut rapidement empêché de s'exprimer et exclu du parti dès décembre.
En janvier 1928, Rakovski fut exilé à Astrakhan, puis à Saratov et finalement à Barnaoul l'année suivante. Il développa sa conception de la bureaucratie dans une lettre publiée dans le Bulletin de l'opposition sous le titre « Les dangers professionnels du pouvoir »,. Après l'expulsion de Trotski hors d'URSS, il demeura la plus haute personnalité communiste à contester Staline. Pendant six ans, il appliqua la politique de l'opposition de gauche qui consistait à se considérer comme toujours membre du parti communiste et à critiquer la direction du parti au nom de l'intérêt du socialisme. C'est ainsi que Rakovski critiqua vivement la politique de collectivisation forcée dans les campagnes lancée par Staline en 1929 en raison d'une part des brutalités envers les paysans, et d'autre part du désastre économique qui devait en résulter pour l'agriculture soviétique (voir Holodomor).

## Une fin tragique
En 1934, peut-être dans l'espoir de sauver la vie de ses amis emprisonnés, ainsi que la sienne, Rakovski capitula à son tour, après bien d'autres opposants de gauche. Il fut nommé commissaire du peuple adjoint à la Santé, mais sans disposer du moindre pouvoir réel. Par des menaces incessantes contre ses amis et amies, les staliniens l'obligèrent à désavouer Trotski, à signer un texte à la gloire de Staline puis à vitupérer contre les accusés du procès de Moscou en 1936.
Cela ne l'empêcha pas d'être arrêté une nouvelle fois en 1937. Après des mois d'interrogatoires et de torture de la part du NKVD, il finit par avouer les crimes absurdes qu'on voulait lui attribuer. Il fut jugé et condamné à vingt ans de Goulag en 1938. Il semble que, comme d'autres accusés lors des procès de Moscou, Rakovski ait cherché à faire ressortir la mauvaise foi du procureur Vychinski, en avouant les crimes les plus invraisemblables, dévoilant ainsi le caractère entièrement truqué de son procès. C'est probablement en raison des amitiés dont Rakovski bénéficiait un peu partout en Europe que Staline préféra ne pas le faire exécuter dans un premier temps. Staline ordonna finalement de le liquider peu après le début de l'invasion allemande, en 1941. Il est exécuté dans la forêt de Medvedev, près de la prison d'Orel.
Christian Rakovski fut longtemps oublié dans l'histoire officielle soviétique. En Roumanie, il fut réhabilité en 1977, au temps de Nicolae Ceaușescu qui autorisa la publication d'un recueil de ses articles traitant de la Roumanie d'avant 1917. En URSS, il fut réhabilité en 1988, comme un certain nombre de victimes de Staline à l'époque de Mikhaïl Gorbatchev. Mais à l'Ouest, rien n'a été fait pour sa mémoire : à titre d'exemple, l'historienne Annie Kriegel le traite de « mannequin lamentable, grotesque et bavard ». A contrario, l'historien trotskiste Pierre Broué réplique : « En cherchant à humilier, plus encore que ne le fit Staline, la mémoire de Rakovski, et à tourner en dérision le choix qui fit de lui un martyr, Annie Kriegel donne un témoignage cru de son parti pris. Pour elle, un communiste honnête et attirant ne serait-il pas, comme pour les bourgeois réactionnaires français de 1927, le pire des communistes, qu'il s'agit dans ce cas d'assassiner moralement si Staline n'y a pas suffi ? ».

## Théorie du complot:La Symphonie en rouge majeur
Un ouvrage antisémite, antimaçonnique et anticommuniste concernant l'interrogatoire de Rakovski, nommé Symphonie en rouge majeur, a été publié en Espagne en 1952 sous le titre Sinfonia en Rojo Mayor dans une traduction effectuée par un certain Mauricio Karl. José Landowsky, présumé assistant de l'interrogateur de Rakovski après son arrestation, aurait transcrit une copie carbone de cet interrogatoire qui aurait été trouvée sur son cadavre par un volontaire espagnol franquiste sur le front de l'Est devant Leningrad.